# کمربند قهرمانی آمریکای شمالی ان‌اکس‌تی
عنوان قهرمانی آمریکای شمالی ان‌اکس‌تی (به انگلیسی: WWE NXT North American Championship)، یک کمربند قهرمانی کشتی حرفه‌ای مردان است که توسط پروموشن آمریکایی دبلیودبلیوئی ایجاد شده است و در برند آموزشی این شرکت، ان‌اکس‌تی، به عنوان کمربند قهرمانی رده دوم این برند از آن دفاع می‌شود. قهرمان فعلی این عنوان، اتان پیج است که برای نخستین بار قهرمان این عنوان شده است. او با شکست دادن ریکی سینتس در شوی ان‌اکس‌تی به تاریخ ۲۷ مه ۲۰۲۵ قهرمان این عنوان شد.
این عنوان قهرمانی در طول شوی ان‌اکس‌تی به تاریخ ۲۸ مارس ۲۰۱۸ معرفی شد و نخستین قهرمان آن، آدام کول بود. در سپتامبر ۲۰۱۹ و با انتقال شوی ان‌اکس‌تی به یواس‌ای نتورک، دبلیودبلیوئی شروع به تبلیغ ان‌اکس‌تی به عنوان «برند سوم» خود کرد و بدین ترتیب، این عنوان در کنار عناوین قهرمانی بین قاره‌ای و ایالات متحده، جزئی از عناوین قهرمانی رده دوم این شرکت برای کشتی‌گیران مرد در نظر گرفته می‌شد؛ با این حال دو سال بعد، ان‌اکس‌تی مجددا به عنوان برند آموزشی این شرکت شناخته شد. در ژانویه ۲۰۲۲، عنوان قهرمانی سبک‌وزن ان‌اکس‌تی با عنوان قهرمانی آمریکای شمالی ادغام شد.
این عنوان جدای از عنوان قهرمانی آمریکای شمالی دبلیودبلیواف است که از سال ۱۹۷۹ تا ۱۹۸۱ فعال بود؛ با وجود شباهت نسبی میان اسم‌های این دو عنوان، این دو کمربند قهرمانی تاریخچه‌ای جدای از هم دارند.

## تاریخچه
در ژوئن ۲۰۱۲، دبلیودبلیوئی اعلام کرد که ان‌اکس‌تی به عنوان برند آموزشی این شرکت، جایگزین اف‌سی‌دبلیو شده است. با این حال تا سال ۲۰۱۸، این برند عنوان قهرمانی رده دوم نداشت تا اینکه در شوی ان‌اکس‌تی به تاریخ ۷ مارس ۲۰۱۸، ویلیام ریگال، مدیر کل برند ان‌اکس‌تی، یک مسابقه نردبانی برای رویداد تیک‌اور: نیواورلئانز ثبت کرد تا نخستین قهرمان عنوان آمریکای شمالی ان‌اکس‌تی مشخص شود. بعدا در همان شب، شرکت کنندگان این مسابقه اعلام شد که شامل ای‌سی‌تری، کیلیان دین، آدام کول، ریکوشی، لارس سالیوان و ولوتین دریم بود. در این رویداد، کول مسابقه را برد و نخستین قهرمان این عنوان شد.

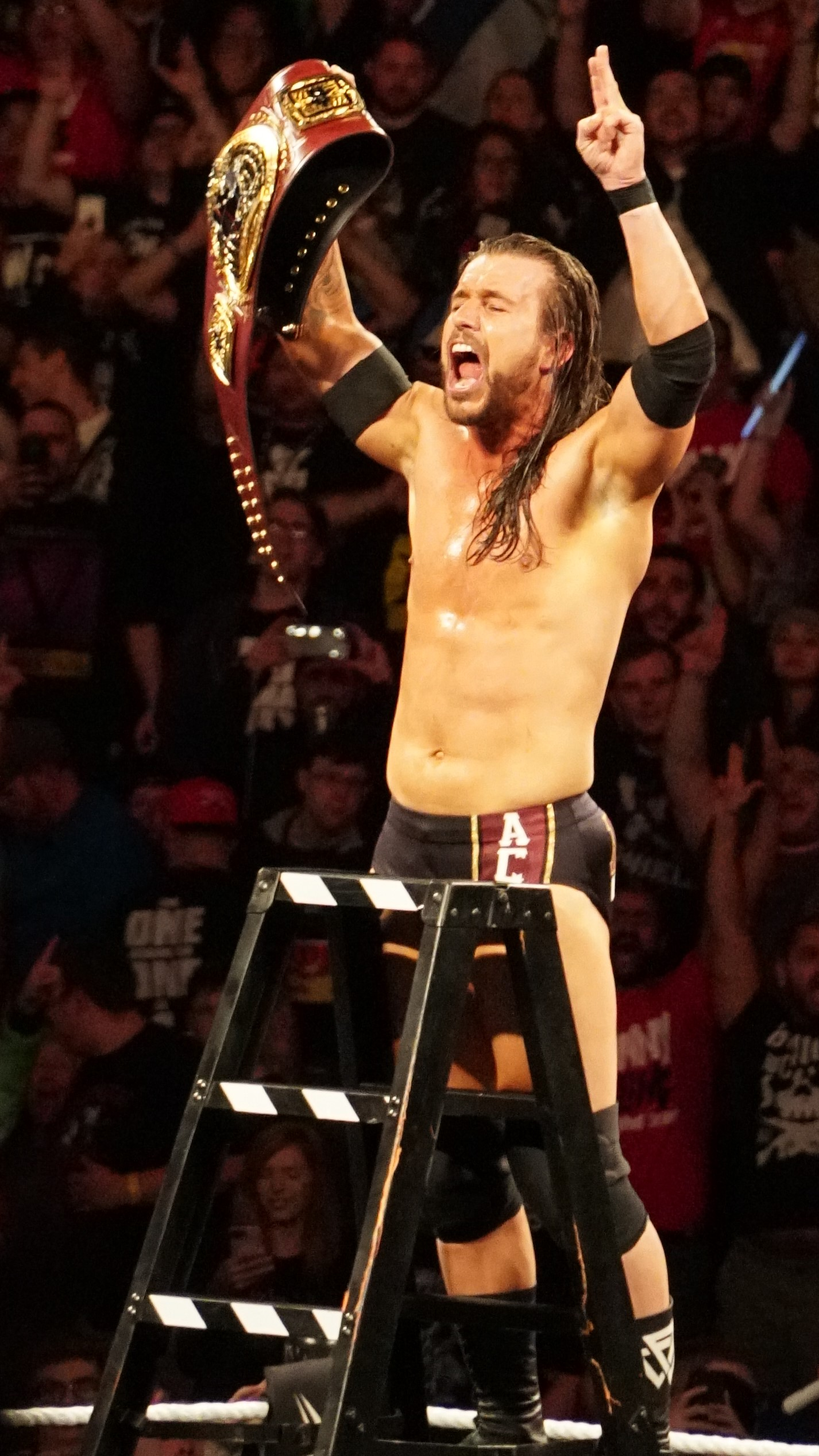
نخستین قهرمان عنوان، آدام کول پس از پیروزی‌اش در رویداد ان‌‌اکس‌تی تیک‌اور: نیواورلئان

در حالی که ان‌اکس‌تی به عنوان برند آموزشی دبلیودبلیوئی در حال فعالیت بود؛ قهرمانی آمریکای شمالی ان‌اکس‌تی در بحبوبه تثبیت ان‌اکس‌تی به عنوان سومین برند دبلیودبلیوئی، به عنوان سومین عنوان رده دومی دبلیودبلیوئی به همراه عنوان‌های قهرمانی بین قاره‌ای و ایالات متحده شناخته شد. با این حال در سپتامبر ۲۰۲۱، ان‌اکس‌تی به برند آموزشی تبدیل شد.
در ژانویه ۲۰۲۲، عنوان قهرمانی سبک‌وزن ان‌اکس‌تی با عنوان قهرمانی آمریکای شمالی ان‌اکس‌تی ادغام شد. در ویژه برنامه نیو یرز اویل به تاریخ ۴ ژانویه ۲۰۲۲، قهرمان آمریکای شمالی، کارملو هیس، موفق به شکست قهرمان سبک‌وزن، رودریک استرانگ شد. در پایان این مسابقه، قهرمانی سبک‌وزن برچیده شد و هیز به عنوان قهرمان آمریکای شمالی به کار خود ادامه داد.
هر زمان که قهرمان این عنوان، کشتی‌گیری از برندهای اصلی باشد، گاهی اوقات در شوهای اصلی این شرکت نیز این عنوان دفاع شده است. برای مثال، سولو سیکوا که کشتی‌گیر اسمک‌داون بود، در سپتامبر ۲۰۲۲ از آن دفاع کرد؛ یا دامینیک میستریو، زمانی که برای نخستین بار قهرمان این عنوان شده بود، در سال ۲۰۲۳ در شوی راو از این عنوان دفاع کرد.